# Ганнибал, Вениамин Петрович
Вениамин Петрович Ганнибал (1780-1839) — представитель рода Ганнибалов, сын П. А. Ганнибала, помещик, композитор.

## Биография
Родился в 1780 году в семье Петра Абрамовича Ганнибала и Ольги Григорьевны Ганнибал (в девичестве Фон Даннерштерн; 1759―1817). Вениамин Петрович был человек хорошо образованный, много занимавшийся агрономией, страстный музыкант-сочинитель. Чиновник 14-го класса, помещик, заседатель в псковской палате гражданского суда (в 1823). Вениамин Петрович жил в Петровском (1825―1839).
Вениамин Петрович ― родственник Александра Сергеевича Пушкина по материнской линии (двоюродный дядя), один из близких друзей родителей Александра Пушкина и большой поклонник поэзии своего племянника. Пушкин был знаком и с дочерью Вениамина Петровича ― Марией Вениаминовной (1802—1889) и любил навещать Вениамина Петровича в Петровском.

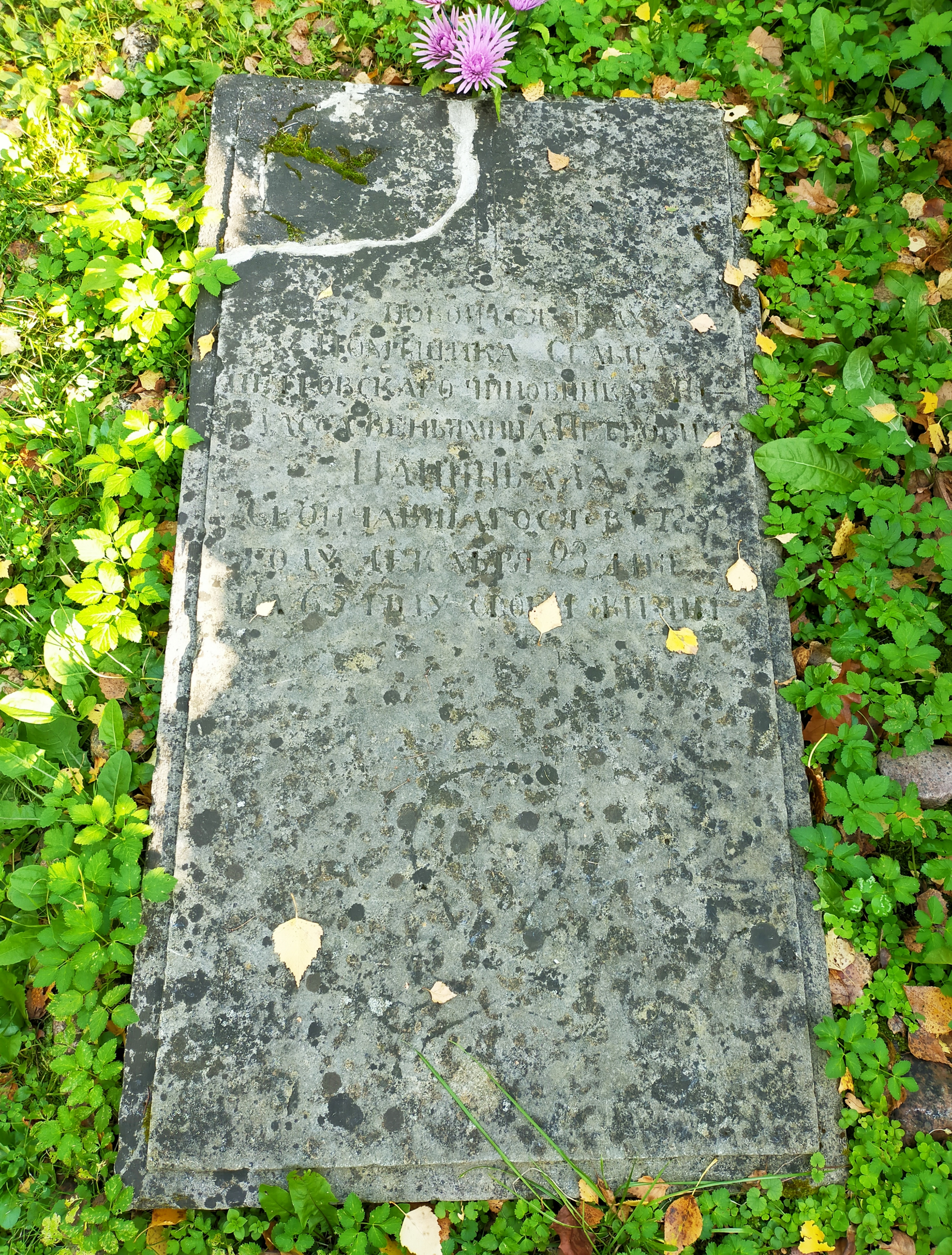
Могила В. П. Ганнибала на погосте деревни Воронич

Будучи музыкально одарённым человеком, Вениамин Петрович писал музыку и организовал в своём имении Петровском домашний оркестр из крепостных дворовых людей, которым он сам дирижировал. Существует предание, что все дворовые Ганнибала знали наизусть многие произведения А. С. Пушкина. Вениамин Петрович автор одного из вариантов музыки для песни «Старый муж» (песня Земфиры из поэмы Пушкина «Цыгане»). Посудомойка Глашка по приказанию барина декламировала «Евгения Онегина», вставая в третью позицию и делая в воздухе антраша.
Узами брака Ганнибал официально связан не был. Однако, вступив в союз с крепостной девушкой Ириной, прожил с ней долгую жизнь. Ирина жила в помещичьем доме в усадьбе Петровское, как барыня. От этого брака была одна дочь, Мария. Мария Вениаминовна родилась в 1802 году в Петербурге, а умерла в 1889 году и похоронена на погосте села Бордово. Вениамин Петрович заботился о своей дочери и её семейном благополучии. Мария была выдана замуж за дворянина, поручика 10-го Новоингермаландского полка Фёдора Павловича Коротова, с которым она так и проживала в имении отца до конца лет Вениамина Петровича Ганнибала. Мария родила Фёдору Павловичу шестерых детей, которые до смерти Вениамина Петровича жили в имении Петровское.